# Наращение (лингвистика)
Нараще́ние (в лингвистике, также интерфиксация) — одно из морфонологических явлений, сопутствующих процессам словообразования и словоизменения наряду с чередованием, усечением, совмещением морфов и различием места ударения. Представляет собой вставку в мотивированное (производное) слово дополнительного отрезка (фонемы или нескольких фонем) на стыке морфем, которая отсутствует в мотивирующей (производящей) основе: драм-а → драм-ат-ический, драм-ат-ург, пас-ти → пас-ть-ба, пе-ть → пе-в-ец, желе → желе-й-ный или вставку при образовании падежно-числовых форм: чита-ть — чита-/j-у/т, дочь — доч-ер-и, дерев-о — дере/в’-j-е/в.
Особой разновидностью наращения считается восстановление конечной согласной корневой морфемы, которая была утрачена на одной из ступеней словообразования в результате усечения основы: дёрга-ть → дёр-нуть → вы-дерну-ть → выдёрг-ивать.
Наращение, как и усечение и совмещение морфов, позволяет преодолевать формальные ограничения сочетаемости аффиксов и мотивирующих основ, обусловленные их фонемным составом. Например, наращение с начальными гласными фонемами характерно при образовании мотивированных слов от мотивирующих основ, оканчивающихся группой согласных: Ялт-а → ялт-ин-ский, но Лондон → лондон-ский.
Наращение отмечается в основах различных частей речи. В частности, в русском языке наращение встречается наиболее часто при словообразовании и словоизменении в основах глаголов (би-ть → бо-/j/-ня, ли-ть → ли-в-ень). Также наращение характерно для основ имён: энерг-ия → энерг-ет-ика, неб-о → неб-ес-ный, дв-а → дв-а-жды, тр-и → тр-и-дцать. При этом наращение основ имён существительных отмечается преимущественно у заимствований: буржуа → буржуаз-ия, кофе → кофе-/j/-ня. Наращение в исконных словах встречается чаще всего в глагольных основах: жи-ть → жи-в-учий, пои-ть → пои-л-ец.
В тех или иных словообразовательных типах наращение может проявляться с некоторой степенью регулярности. Например, в образованиях, мотивированных глаголами с односложным корнем на гласную, наращение основы, как правило, происходит за счёт согласной т: пережи-ть → пережи-т-ок, убы-ть → убы-т-ок, сли-ть → сли-т-ок. В ряде случаев наращение может происходить нерегулярно или отмечаться в единичных случаях: столб → столб-ен-еть.
К процессам наращения часто относят также применение интерфиксов для соединения двух и более основ при образовании сложных слов: овц-а и бык → овц-е-бык, дым и ход → дым-о-ход, нем. Arbeit «работа» и Plan «план» → Arbeit-s-plan «план, график работы». Иногда для отличия соединительных элементов, связывающих основы (интерфиксов), соединительные элементы, связывающие основы и суффиксы, называют «прокладками». Авторы «Русской грамматики» 1980 года рассматривают интерфиксы отдельно от соединительных элементов наращения, описывая их как словообразовательные аффиксы (морфы), в том числе нулевые интерфиксы, которые находятся между двумя простыми основами в составе сложной основы. Словообразовательное значение интерфиксов сводится при этом к объединению значений основ мотивирующих слов в одно сложное значение. Таким образом, интерфиксация в широком смысле в работах ряда исследователей может включать процессы соединения двух и более основ с процессами соединения основ и суффиксов. В узком смысле интерфиксация может рассматриваться только как процесс соединения двух и более основ, в то время как процесс соединения основ и суффиксов определяется как наращение.